# Cornelia Sorabji
Cornelia Sorabji, född 1866 i Nashik, död 1954 i London, var en indisk jurist.
Hon blev 1923 landets första kvinnliga advokat. 